# Felix Stubenrauch

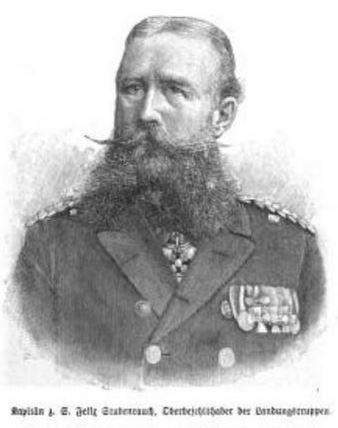
Felix Stubenrauch

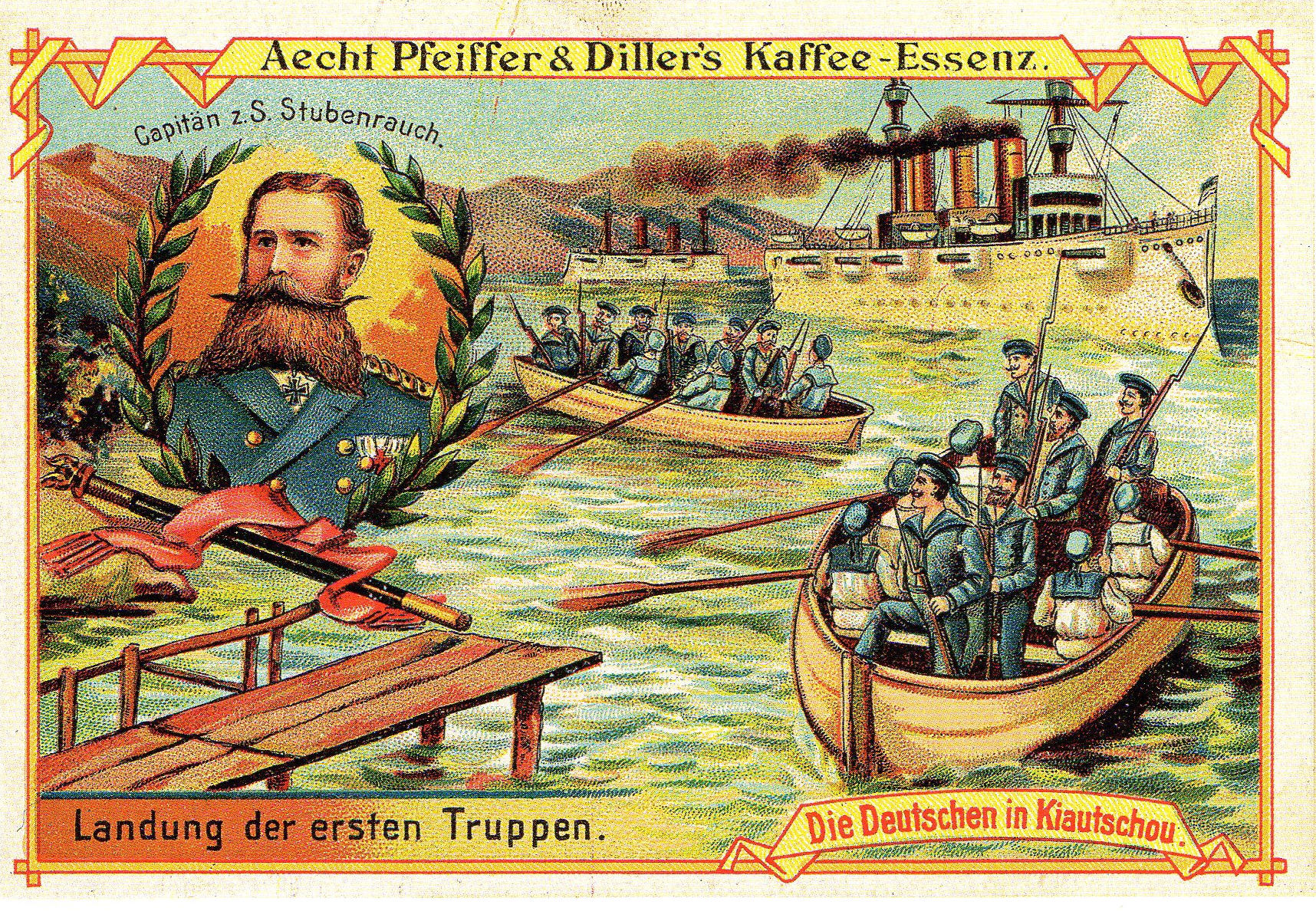
Felix Stubenrauch auf einem Reklamesammelbild (um 1900)

Karl Rudolf Felix Stubenrauch (* 7. März 1850 in Bütow; † 15. September 1931 in Mönkeberg) war ein deutscher Konteradmiral.

## Leben
Stubenrauch wuchs auf dem Gut Bütow in Pommern auf. Am 15. April 1867 trat er als Kadett in die Preußische Marine ein, die 1871 zur Kaiserlichen Marine wurde. Seine erste große Seereise mit dem Ziel Westindien absolvierte er auf der Segelfregatte Niobe. 1875 war er Flaggleutnant des Konteradmirals Ludwig von Henk im Stab des Panzerübungsgeschwaders. Später wurde er Wachoffizier auf der Panzerfregatte Großer Kurfürst. 1878 wurde dieses Schiff bei einem Manöver im Ärmelkanal von der Panzerfregatte König Wilhelm gerammt und schwer beschädigt. Bei diesem Unglück ertranken 269 der 487 Besatzungsmitglieder. Stubenrauch verließ das sinkende Schiff sehr spät und überlebte.
Von 1885 bis 1886 war Stubenrauch Kommandant des Dampfkanonenboots Cyclop, das dem Westafrika-Geschwader angehörte. Stubenrauch hatte die Aufgabe, die Küste beim Kamerunfluss zu kartographieren, musste jedoch diese Arbeit immer wieder unterbrechen, weil seine Schiffsmannschaft von Tropenkrankheiten heimgesucht wurde. Bei Landaufenthalten beteiligte sich Stubenrauch an der Anpflanzung von Kakaobäumen auf der Hansemannschen Plantage. Schließlich aber brach auf der Cyclop eine Malariaepidemie aus. Stubenrauch brachte die Besatzung deshalb zur Genesung nach St. Helena im Südatlantik. Im Herbst 1886 wurde die Cyclop nach Kiel zurückbeordert. Anschließend verwendete man ihn vom 5. Dezember 1886 bis 10. Februar 1887 als Ersten Offizier auf der Kreuzerkorvette Luise. Anschließend wurde Stubenrauch zur Verfügung der II. Marine-Inspektion gestellt, am 28. Juni 1887 zum Hydrographischen Amt des Reichsmarineamtes kommandiert und am 17. April 1888 dort zum Korvettenkapitän befördert.
Von dort versetzte man Stubenrauch vom 1. Mai bis 11. September 1889 als Ersten Offizier auf die Panzerkorvette Oldenburg. Von 1891 bis 1893 bildete er als Kommandeur auf der Luise seemännischen Nachwuchs aus; ab 1892 übernahm er dieselbe Aufgabe auf der größeren Gneisenau, mit der er auch eine Winterreise nach Westindien und Venezuela absolvierte. Nachdem die Gneisenau bei einer Kollision mit einem Torpedoboot bei einem Manöver vor Kiel beschädigt worden war, übernahm er 1894 das Panzerschiff Wörth. Am 27. Januar 1894 wurde Stubenrauch zum Kapitän zur See befördert und übernahm am 29. März 1894 das Kommando des Marinestützpunkts Helgoland.
1898 erhielt er das Kommando auf dem Großen Kreuzer Kaiser, der als Flaggschiff des deutschen Ostasiengeschwaders in Tsingtau diente. Somit wurde er auch Chef des Stabes dieses Flottenverbandes. Das Oberkommando hatte Vizeadmiral Otto von Diederichs. Stubenrauch vertrat mit der Kaiser das deutsche Kaiserreich bei den Krönungsfeierlichkeiten für Königin Wilhelmina der Niederlande in Batavia. Wenig später lief sein Schiff vor China auf ein bis zu diesem Zeitpunkt unbekanntes Riff auf und musste in Hongkong repariert werden. 1899 kehrte die Kaiser, die von der Hertha abgelöst wurde, nach Kiel heim und wurde nach einer Besichtigung durch Kaiser Wilhelm II. außer Dienst gestellt. Am 7. Mai 1900 wurde Stubenrauch zur Disposition gestellt und erhielt den Charakter eines Konteradmirals. Er versah bis 15. Oktober 1907 den Posten als Marinekommissar des Kaiser-Wilhelm-Kanals.
Stubenrauch war verheiratet mit Auguste Caroline Mathilde, geborene Hensen (1855–1941). Aus der Ehe gingen drei Töchter hervor. Die Tochter Irmgard heiratete am 6. Februar 1900 in Kiel den späteren Vizeadmiral Albert Hopman. Die Familie lebte auf dem Lindenhof in Mönkeberg, wo eine Straße nach Felix Stubenrauch benannt ist. Stubenrauch war mehrere Jahre lang Gemeindevertreter in Mönkeberg und gehörte auch dem Vorstand des Kieler Seemannshauses an. Das Ehepaar Stubenrauch förderte begabte Schüler. Der Lindenhof blieb bis 1985 im Besitz der Familie und wurde dann an die Gemeinde Mönkeberg verkauft.